# 輪王寺

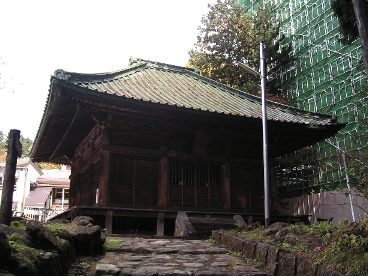
輪王寺 観音堂（旧四本龍寺所在）

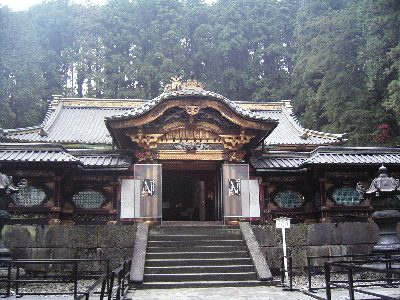
輪王寺 大猷院廟唐門

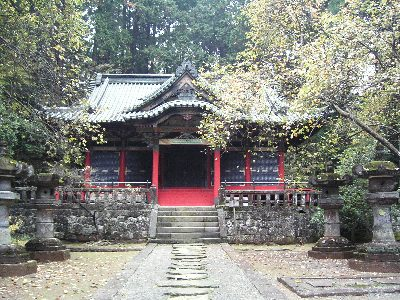
輪王寺 慈眼堂

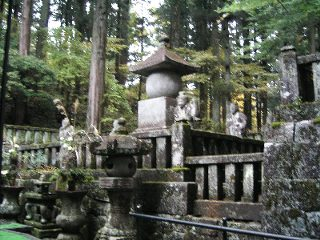
輪王寺 慈眼堂 天海墓

輪王寺（りんのうじ）は、栃木県日光市にある寺院で、天台宗の門跡寺院である。明治初年の神仏分離令以後、東照宮、二荒山神社とあわせて「二社一寺」と称される。近世まではこれらを総称して「日光山」と呼ばれていた。現在、「日光山」は輪王寺の山号とされている。また、「輪王寺」は日光山中にある寺院群の総称でもある。
輪王寺の境内は東照宮、二荒山神社の境内とともに「日光山内」として国の史跡に指定され、「日光の社寺」として世界遺産に登録されている。

## 概要
創建は奈良時代にさかのぼり、近世には徳川家の庇護を受けて繁栄を極めた。国宝、重要文化財など多数の文化財を所有し、徳川家光を祀った大猷院霊廟や本堂である三仏堂などの古建築も多い。
日光山内の社寺は、東照宮、二荒山神社、輪王寺があり、これらを総称して「二社一寺」と呼ばれている。東照宮は徳川家康を「東照大権現」という「神」として祀る神社である。一方、二荒山神社と輪王寺は奈良時代に山岳信仰の社寺として創建されたもので、東照宮よりはるかに長い歴史をもっている。ただし、「二社一寺」がこのように明確に分離するのは明治初年の神仏分離令以後のことであり、近世以前には、山内の仏堂、神社、霊廟等をすべて含めて「日光山」あるいは「日光三所権現」と称し、神仏習合の信仰が行われていた。現在、輪王寺に属する建物が1箇所にまとまっておらず、日光山内の各所に点在しているのは、このような事情による。「経蔵」「薬師堂（本地堂）」など、一部の建物については現在も、東照宮と輪王寺のいずれに帰属する建物であるか決着を見ていない。
上述のとおり各所に点在する堂塔の状況を記すと、東照宮の南方の境内には本堂の三仏堂や寺務所があり、ここには本坊表門、護法天堂、相輪橖（そうりんとう）などがある。二荒山神社西側には大猷院霊廟の建築群があり、その南側には常行堂と法華堂、そこから長い石段を上った先には中興の祖・天海を祀る慈眼堂がある。勝道を祀る開山堂は東照宮北方、滝尾神社への参道の途中にある。このほか、神橋近くの二荒山神社本宮に隣接した四本龍寺の旧地には、観音堂と三重塔があり、少し離れて児玉堂がある。中禅寺湖畔の中禅寺（立木観音）も輪王寺に所属している。
開山1250年を記念して、2016年7月31日から2017年11月30日まで輪王寺に伝わる秘仏「吉祥天」の一般公開が中禅寺立木観音で行われた。

## 本堂
本堂の三仏堂は東日本最大の木造建築である。現在の建物は徳川家光の寄進により正保2年（1645年）竣工した。日光三山の本地仏として三体の本尊が祀られている。三仏、三山、三所権現、祭神（垂迹神）及び寸法は以下の通りである。
- 千手観音（男体山）=新宮権現=大己貴命（おおなむちのみこと） - 総高703.6cm（本尊335.4cm）[2]
- 阿弥陀如来（女峰山）=滝尾（たきのお）権現=田心姫命（たごりひめのみこと） - 総高756.3cm（本尊306.3cm）[2]
- 馬頭観音（太郎山）=本宮権現=味耜高彦根命（あじすきたかひこねのみこと） - 総高744.7cm（本尊301.3cm）[2]

これらの仏像は国内有数の大きさだが、制作時期等の来歴が不明のため文化財には指定されておらず、今後の調査が望まれる。
日光山では山、神、仏が一体のものとして信仰されていた。輪王寺本堂（三仏堂）に三体の本尊（千手観音、阿弥陀如来、馬頭観音）を安置するのは、このような信仰形態によるものである。
なお、三仏堂には、9年に一度開帳される「鎮将夜叉尊（ちんじょうやしゃそん）」が、秘仏として祀られている。

## 歴史

### 創建
輪王寺は、下野国出身の奈良時代の僧・勝道上人により開創されたと伝承されているが、当時の歴史書にそのような記録は見られない。輪王寺の寺伝によれば、当寺の開創の様子は以下のとおりである。
天平神護2年（766年）、勝道と弟子の一行は、霊山である日光山の麓にたどりついたが、大谷川（だいやがわ）の激流が彼らの行く手をはばみ、向こう岸へ渡ることができずに困っていた。そこへ、首から髑髏（どくろ）を下げた、異様な姿の神が現われ「我は深沙大王（じんじゃだいおう）である」と名乗った。深沙大王は2匹の大蛇を出現させると、それらの蛇はこちら岸と向こう岸を結ぶ橋となり、勝道ら一行は無事対岸へ渡ることができたという。現在、日光観光のシンボルでもある「神橋」（しんきょう）は「山菅蛇橋」（やますげのじゃばし）とも呼ばれ、その伝承の場所に架かっている。深沙大王は「深沙大将」とも呼ばれ、唐の玄奘三蔵が仏法を求めて天竺（インド）を旅した際に危機を救った神であるとされ、神橋の北岸には今も深沙大王の祠が建っている。「2匹の大蛇」の話は実話ではなく伝説であるが、この伝説が日光山が古くから山岳信仰の聖地であったこと、日光山が近付きがたい場所であったことを投影しているものと推察される。
勝道は、大谷川の対岸に聖地を見付け、千手観音を安置する一寺を建てた。紫の雲たなびく土地であったので、「紫雲立寺」（しうんりゅうじ）と言ったが、後に「四本龍寺」（しほんりゅうじ）と改めたという。この四本龍寺が現在の輪王寺だが、当初は現在の本堂（三仏堂）がある場所から1km以上離れた、稲荷川（大谷川支流）の近く（滝尾神社付近）にあったとされる。現在、四本龍寺の旧地には観音堂と三重塔（いずれも国の重要文化財）が建っている。
翌神護景雲元年（767年）、勝道は四本龍寺に隣接する土地に男体山（二荒山）の神を祀った。二荒山神社の始まりである。現在、「本宮神社」と呼ばれている社地がこれに当たる。なお、勝道がこの神を祀ったのは、延暦9年（790年）だとする説もある。
天応2年（782年）、勝道は日光の神体山である男体山（2,486メートル）の登頂に成功した。観音菩薩の住処とされる補陀洛山（ふだらくさん）に因んでこの山を二荒山（ふたらさん）と名付け、後に「二荒」を音読みして「ニコウ＝日光」と呼ばれるようになり、これが「日光」の地名の起こりであるという。男体山頂遺跡からは、奈良時代にさかのぼる仏具など各種資料が出土しており、奈良時代には既に山岳信仰の聖地だったことは確かである。
延暦3年（784年）、勝道は、四本龍寺西方の男体山麓にある湖（中禅寺湖）のほとりに中禅寺を建立した。これは、冬季の男体山遥拝所として造られたものと言われている。「立木観音」の通称で知られる中禅寺は現存しているが、当初は湖の北岸にあった堂宇が明治時代の山津波で押し流されたため、現在は湖の東岸に移転している。

### 平安時代
創建以後、平安時代には真言宗宗祖の空海や天台宗の高僧・円仁（慈覚大師）らの来山が伝えられる。円仁は嘉祥元年（848年）来山し、三仏堂、常行堂、法華堂を創建したとされ、この頃から輪王寺は天台宗寺院としての歩みを始める（現存するこれらの堂は、いずれも近世の再建）。「常行堂」「法華堂」という同形同大の堂を2つ並べる形式は天台宗特有のもので、延暦寺や寛永寺にも同名の堂が建てられた。

### 鎌倉時代
仁治年間（1240年から1242年のころ）に、源実朝によって、現在日光東照宮がある場所に本堂が移された。以後、幕府や関東地方の有力豪族の支援を受け隆盛した。男体山、女峰山、太郎山の三山の神を「日光三所権現」として祀る信仰はこの頃に定着したようである。

### 戦国時代
輪王寺は戦国時代の間に壬生綱房の謀略によって事実上壬生氏の傘下に入ることになる。天正18年（1590年）、豊臣秀吉の小田原征伐の際、北条氏側に加担したかどで寺領を没収され、一時衰退した。

### 江戸時代
近世に入って、天台宗の高僧・天海が貫主（住職）となってから復興が進んだ。元和3年（1617年）、徳川家康の霊を神として祀る東照宮が設けられた際に、本堂は、現在日光二荒山神社の社務所がある付近に移された。
正保4年（1647年）、徳川家光によって、大雪で倒壊した本堂が再建され、現在の規模（間口33m、奥行22m、高さ26m）となった。
承応2年（1653年）には3代将軍徳川家光の霊廟である大猷院（たいゆういん）霊廟が設けられた。東照宮と異なり仏寺式の建築群である大猷院霊廟は近代以降、輪王寺の所有となっている。
明暦元年（1655年）、後水尾上皇の院宣により「輪王寺」の寺号が下賜され（それまでの寺号は平安時代の嵯峨天皇から下賜された「満願寺」であった）、後水尾天皇の第3皇子・守澄法親王が入寺した。以後、輪王寺の住持は法親王（親王宣下を受けた皇族男子で出家したもの）が務めることとなり、関東に常時在住の皇族として「輪王寺門跡」あるいは「輪王寺宮」と称された。親子による世襲ではないが宮家として認識されていた。寛永寺門跡と天台座主を兼務したため「三山管領宮」とも言う。のちに還俗して北白川宮能久親王となる公現法親王も、輪王寺門跡の出身である。輪王寺宮は輪王寺と江戸上野の輪王寺及び寛永寺（徳川将軍家の菩提寺）の住持を兼ね、比叡山、日光、上野のすべてを管轄して強大な権威をもっていた。東国に皇族を常駐させることで、西国で皇室を戴いて倒幕勢力が決起した際には、関東では輪王寺宮を「天皇」として擁立し、徳川家を一方的な「朝敵」とさせない為の安全装置だったという説もある（「奥羽越列藩同盟」、「北白川宮能久親王（東武皇帝）」参照）。

### 明治以後
戊辰戦争後の明治2年（1869年）に明治政府によって輪王寺の称号を没収され、旧称の「満願寺」に戻される。明治4年（1871年）の神仏分離令により、政府に迫られて、本堂は現在の場所に移転することとなった。移転の際に三仏堂の取り壊しを命じられたが、木戸孝允の尽力により、取り壊しは中止され、三仏堂旧観のままに移築されて輪王寺の本堂となった。さらに、追い討ちをかけるように輪王寺宮本坊が焼失した。だが、明治15年（1883年）に栃木県のとりなしによって輪王寺を正式の寺号とすることが許されたのである。1890年（明治23年）から 1947年（昭和22年）まで日光御用邸があり、現在は本坊として現存している。

### 平成大修理

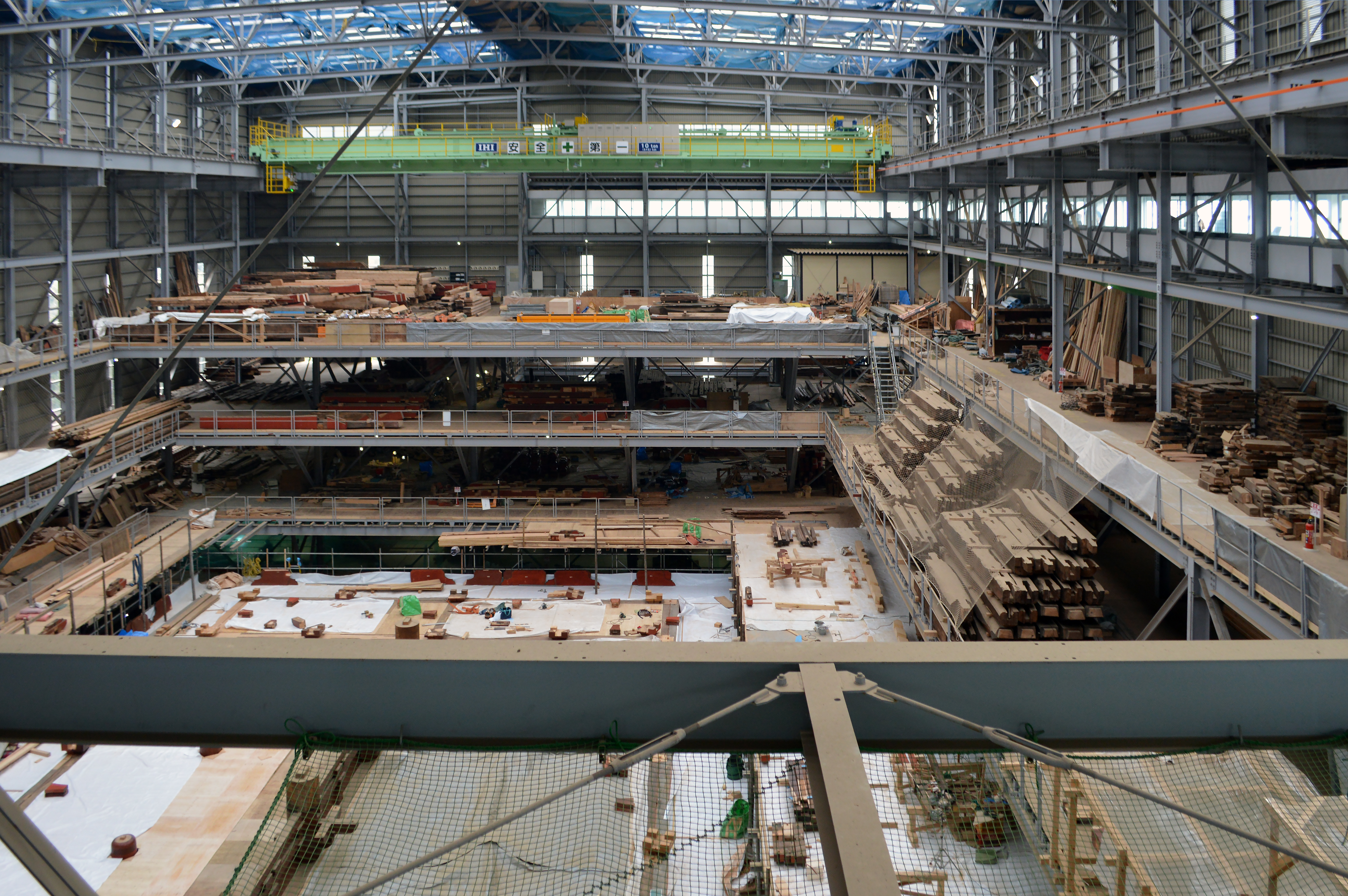
三仏堂の平成大修理

2007年（平成19年）- 2018年まで三仏堂の大規模修理が行われた。工事施工は大林組。

## 文化財
※以下の一覧中の「重要文化財」は、文化財保護法第3章に基づき日本国（文部科学大臣）が指定した重要文化財（「国の重要文化財」を指す）。

### 史跡
- 日光山内

### 建造物（輪王寺）
重要文化財（17棟）
- 本堂（三仏堂）
  - （附 銅燈籠2基）
- 護法天堂
- 相輪橖（銅製）
- 本坊表門
- 開山堂
  - （附 石燈籠1基）

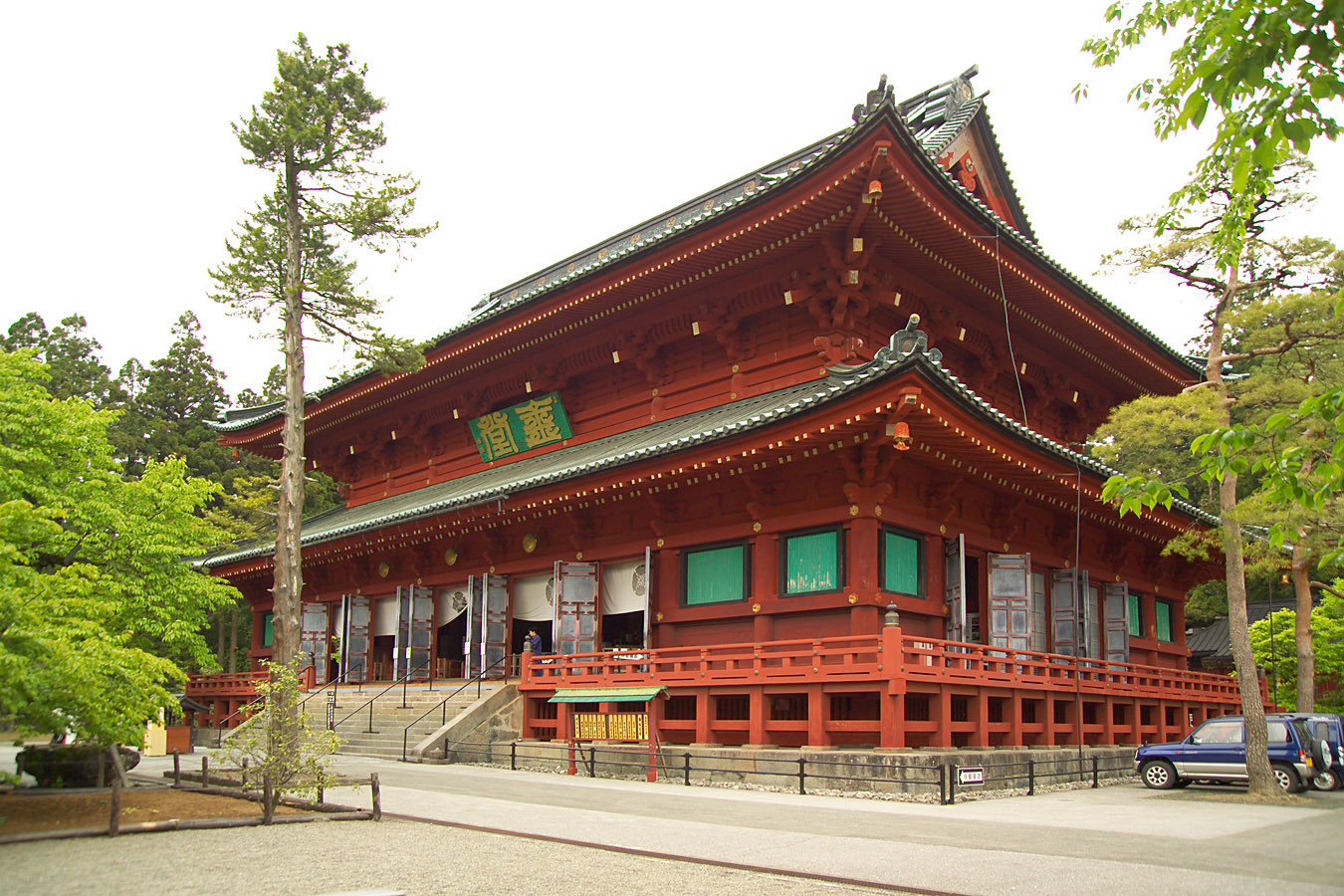
輪王寺 三仏堂

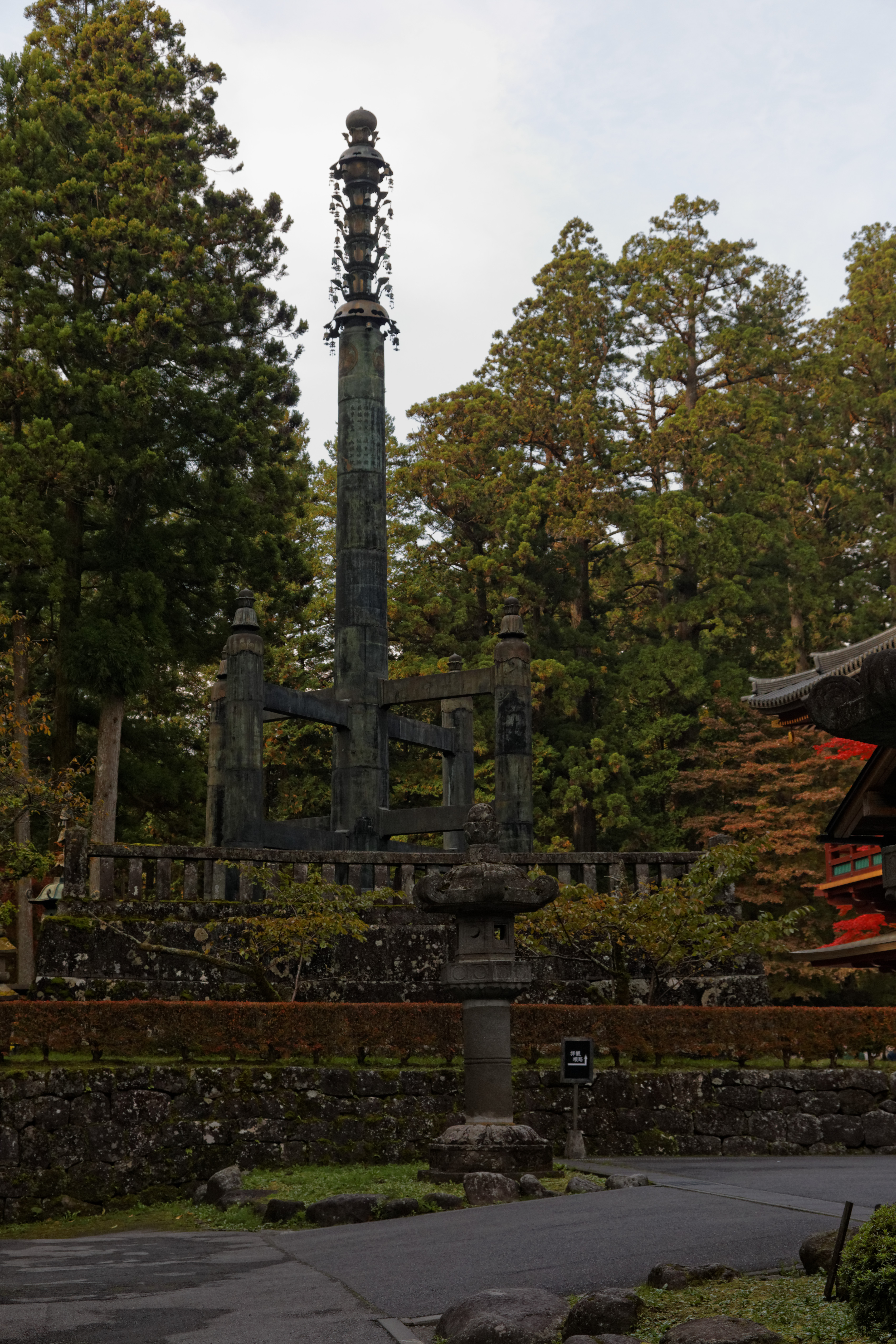
相輪橖

- 常行堂（附 棟札） - 1145年創建の修行道場[6]。
- 法華堂（附 棟札）
- 常行堂法華堂渡廊
- 慈眼堂廟塔（石造五輪塔）（附 石柵、石造六天像、石几、石華瓶）
- 慈眼堂拝殿（附 棟札）
- 慈眼堂経蔵
- 慈眼堂鐘楼（附 銅鐘）
- 慈眼堂阿弥陀堂
  - （慈眼堂の附 石燈籠15基、石多宝塔1基）
- 観音堂（旧四本龍寺所在）　※貞享2年（1685年）建造
- 三重塔（旧四本龍寺所在）
- 児玉堂（飛地境内所在）
  - （附 石燈籠1基）
- 大猷院霊廟別当所竜光院（附 玄関）

栃木県指定有形文化財（建造物）
- 観音堂（香車堂）　※正徳3年（1713年）建造
- 行者堂
- 釈迦堂
- 釈迦堂表門

### 建造物（大猷院霊廟）
国宝

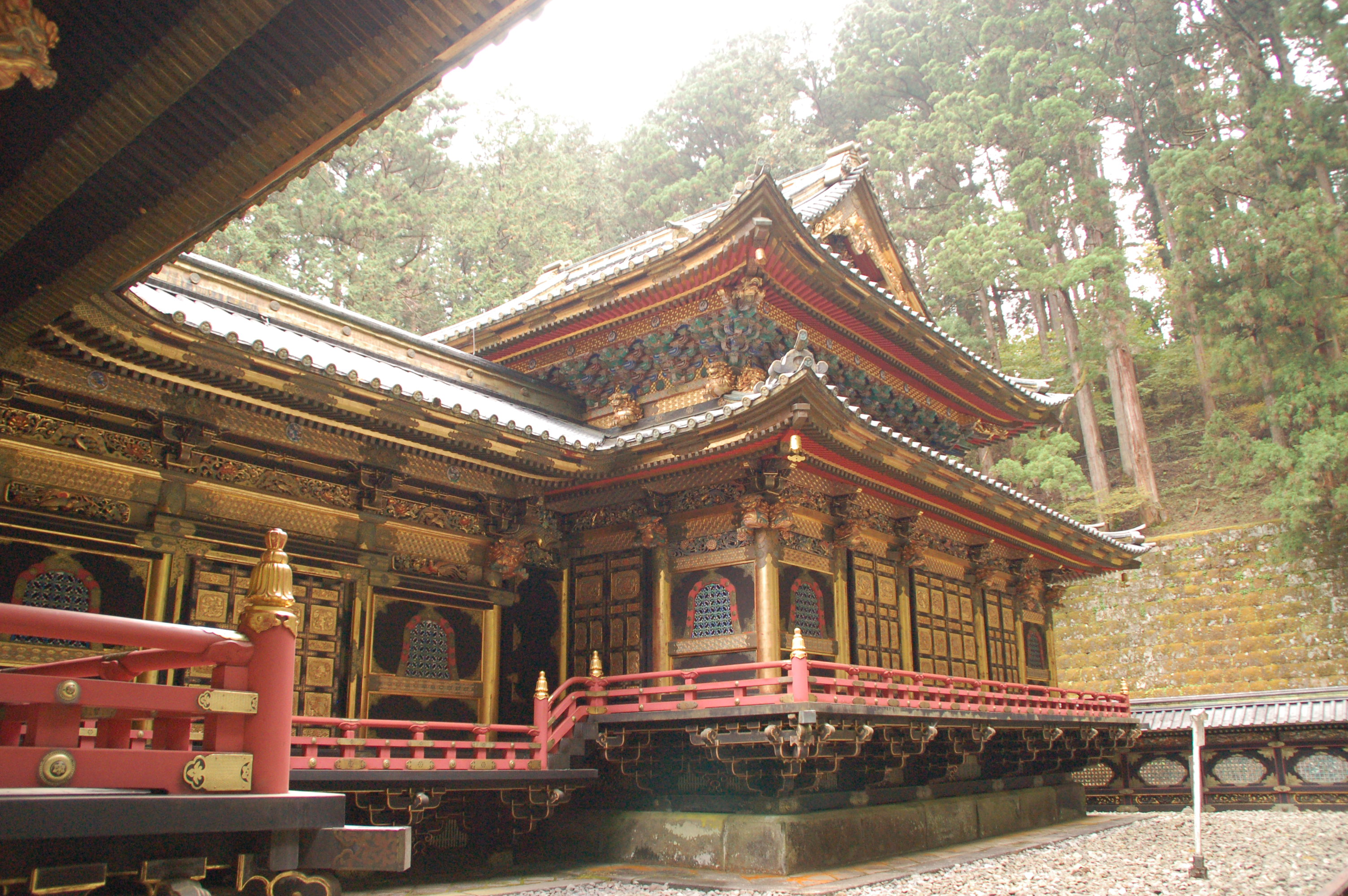
本殿、相の間（左）

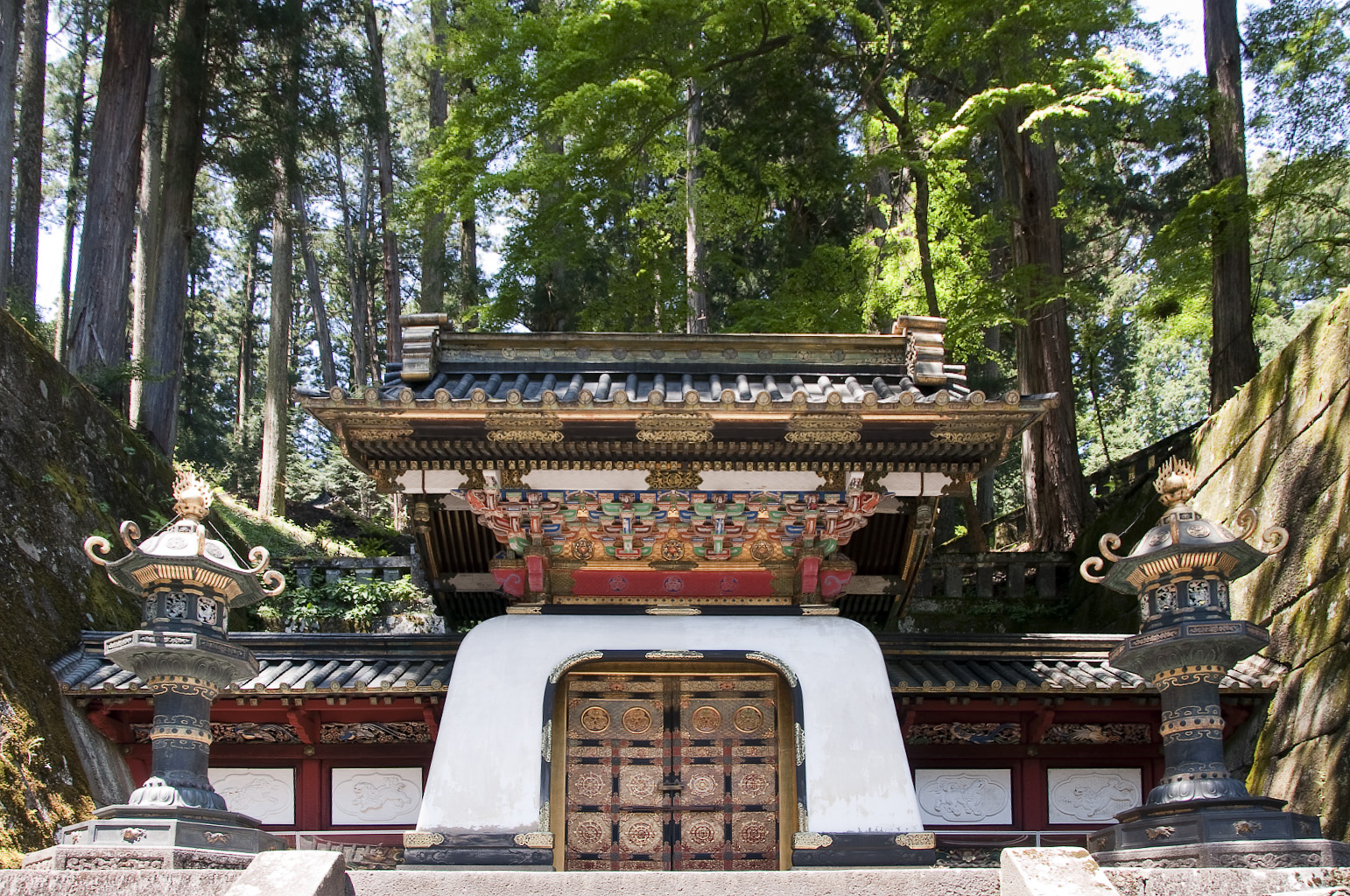
皇嘉門

- 大猷院霊廟本殿・相の間・拝殿（合1棟）（附 厨子1基、銅箱入供養具9箇、棟札1枚）

重要文化財（20棟）
- 唐門
- 瑞垣
- 掖門
- 御供所
- 御供所渡廊
- 夜叉門（附 左右袖塀）
- 夜叉門左右回廊 2棟（附 潜門）
- 鐘楼（附 銅鐘）
- 鼓楼
- 二天門（附 左右袖塀）
- 西浄
- 水屋
- 宝庫
- 仁王門（附 左右袖塀）
- 皇嘉門（附 左右袖塀）
- 銅包宝蔵
- 奥院宝塔（銅製）（附 銅製華瓶・燭台・香炉、石玉垣）
- 奥院鋳抜門（銅製）
- 奥院拝殿

（以下は大猷院霊廟の「附」（つけたり）指定物件）
- 参道（仁王門以内）
- 石柵（仁王門前、二天門前、二天門夜叉門間両側、奥院参道脇、奥院宝塔・拝殿周囲）
- 銅燈籠66基
- 石燈籠249基

（指定年月日）
- 大正6年（1917年）4月5日 - 本堂が当時の古社寺保存法に基づき特別保護建造物（文化財保護法における重要文化財に相当）となる。
- 大正6年（1917年）8月13日 - 相輪橖が特別保護建造物となる。
- 昭和19年（1944年）9月5日 - 11棟が追加指定（本坊表門、開山堂、常行堂、法華堂、常行堂法華堂渡廊、慈眼堂5棟、児玉堂）。指定棟数は計13棟となる。燈籠等の「附」指定物件もこの日追加指定。
- 昭和48年（1973年）6月2日 - 護法天堂、観音堂、三重塔、竜光院の4棟が上記13棟とは別件で重要文化財に指定。

（指定年月日 大猷院霊廟）
- 明治41年（1908年）8月1日 - 16棟が特別保護建造物となる。
- 昭和19年（1944年）9月5日 - 5棟が追加指定（掖門、御供所、御供所渡廊、西浄、銅包宝蔵）。指定棟数は計21棟となる。塀、燈籠等の「附」指定物件もこの日追加指定（ただし、二天門左右袖塀は明治41年指定）。
- 昭和27年（1952年）11月22日（官報掲載は昭和28年3月11日）上記21棟のうち「本殿、相の間及び拝殿（1棟）」が文化財保護法に基づき国宝に指定。

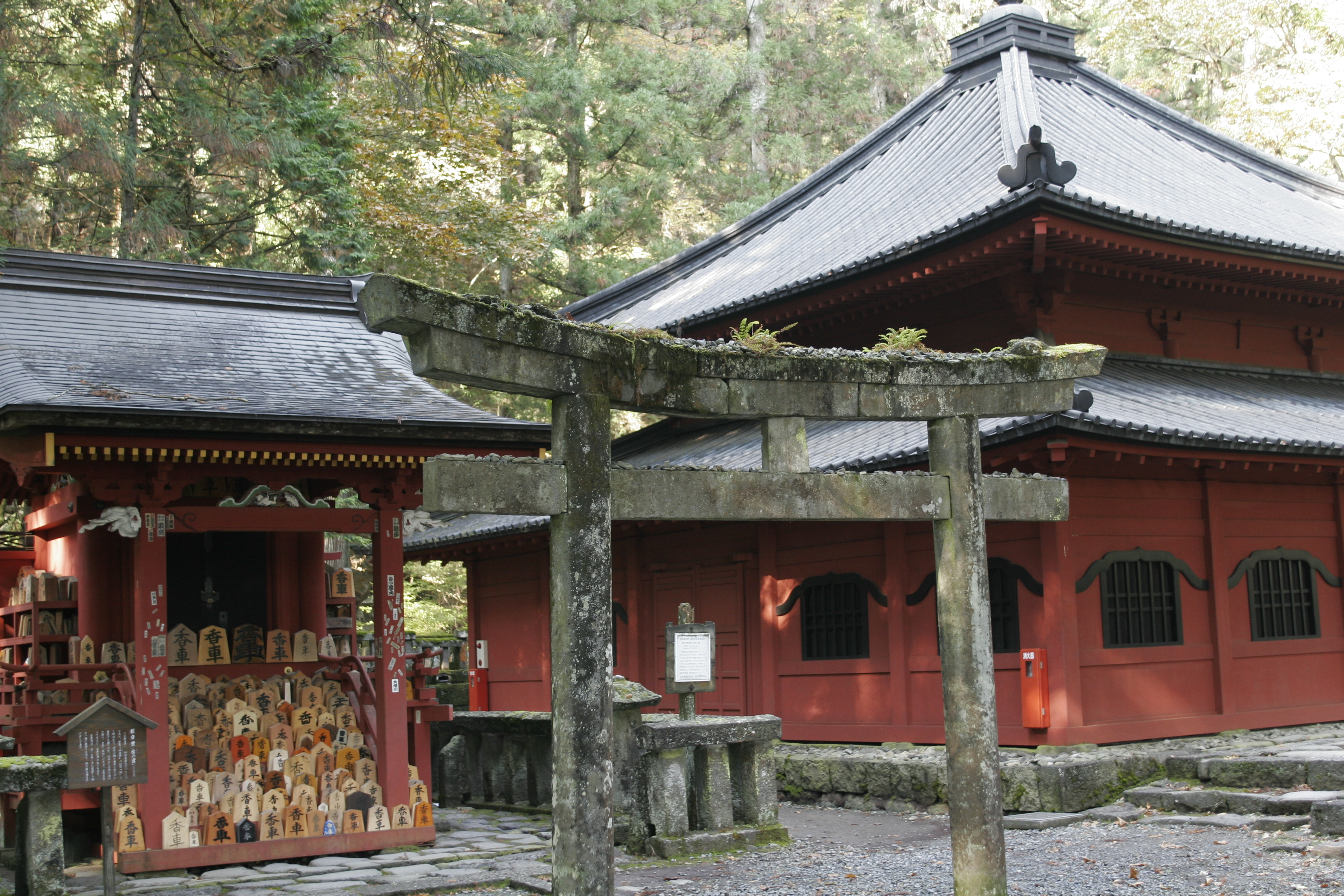
輪王寺開山堂
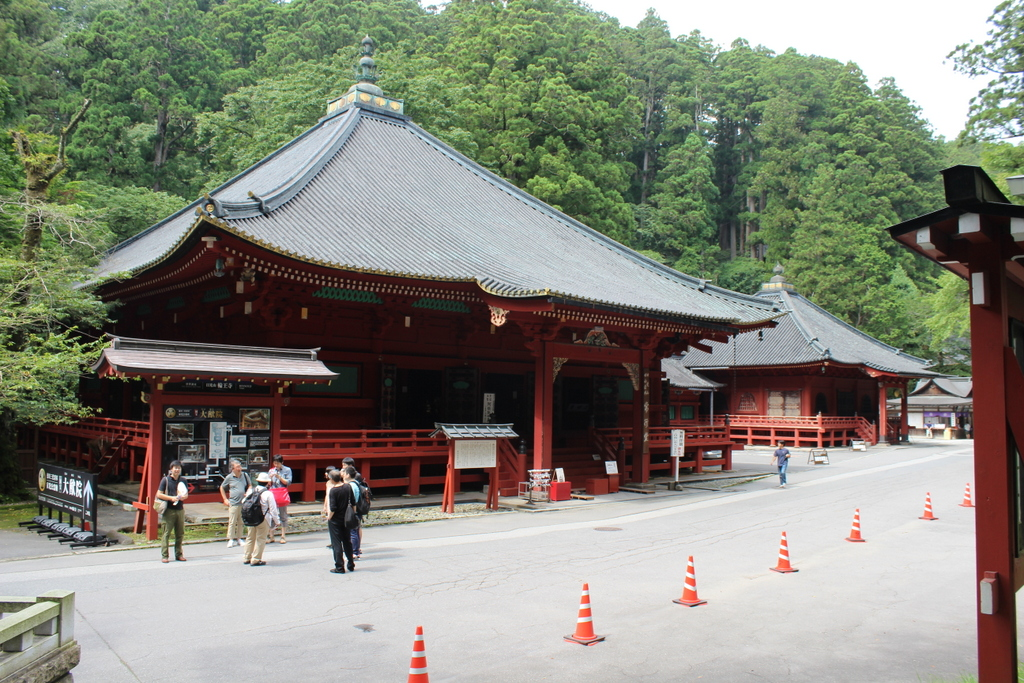
輪王寺常行堂（手前）・法華堂（奥）
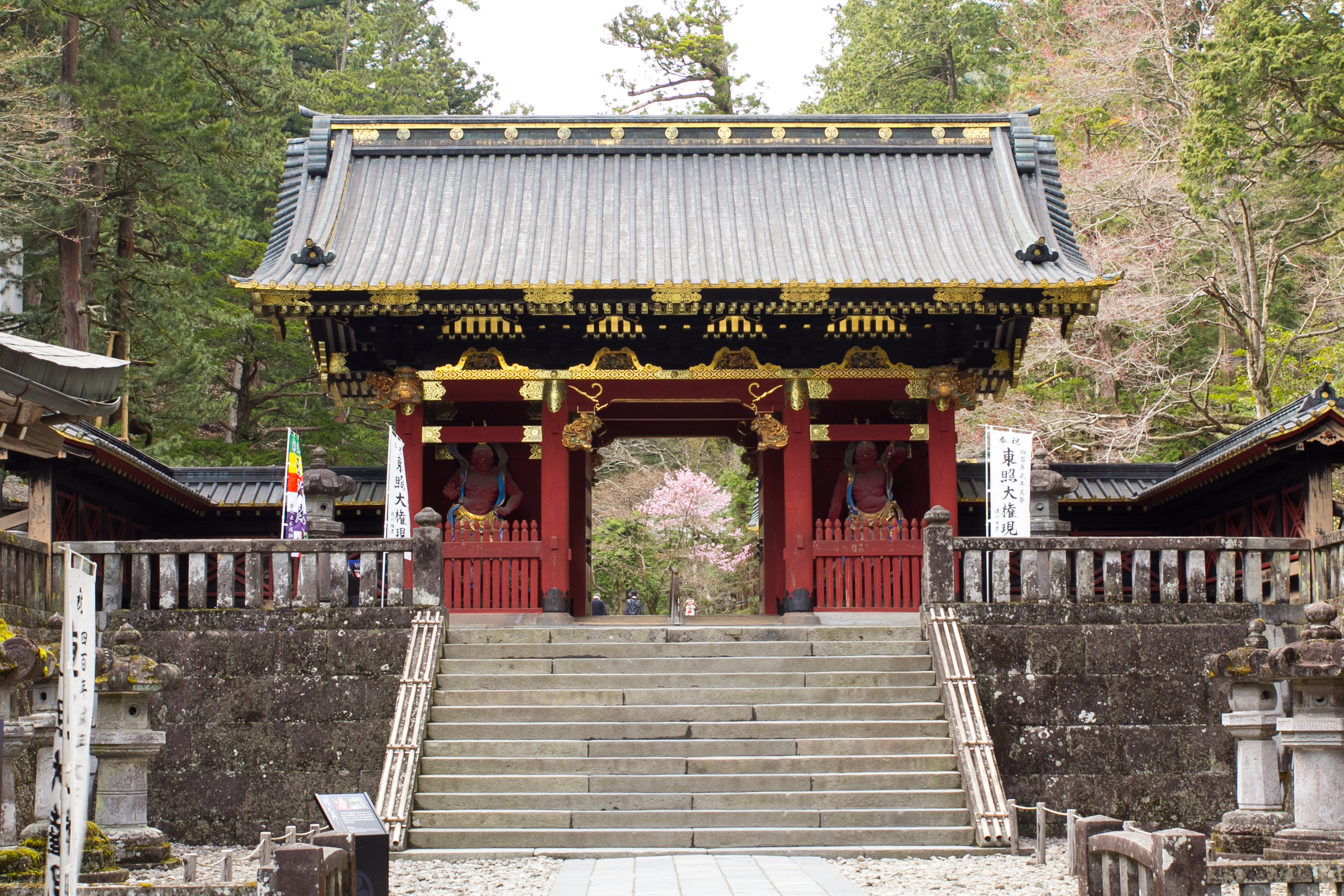
大猷院霊廟仁王門
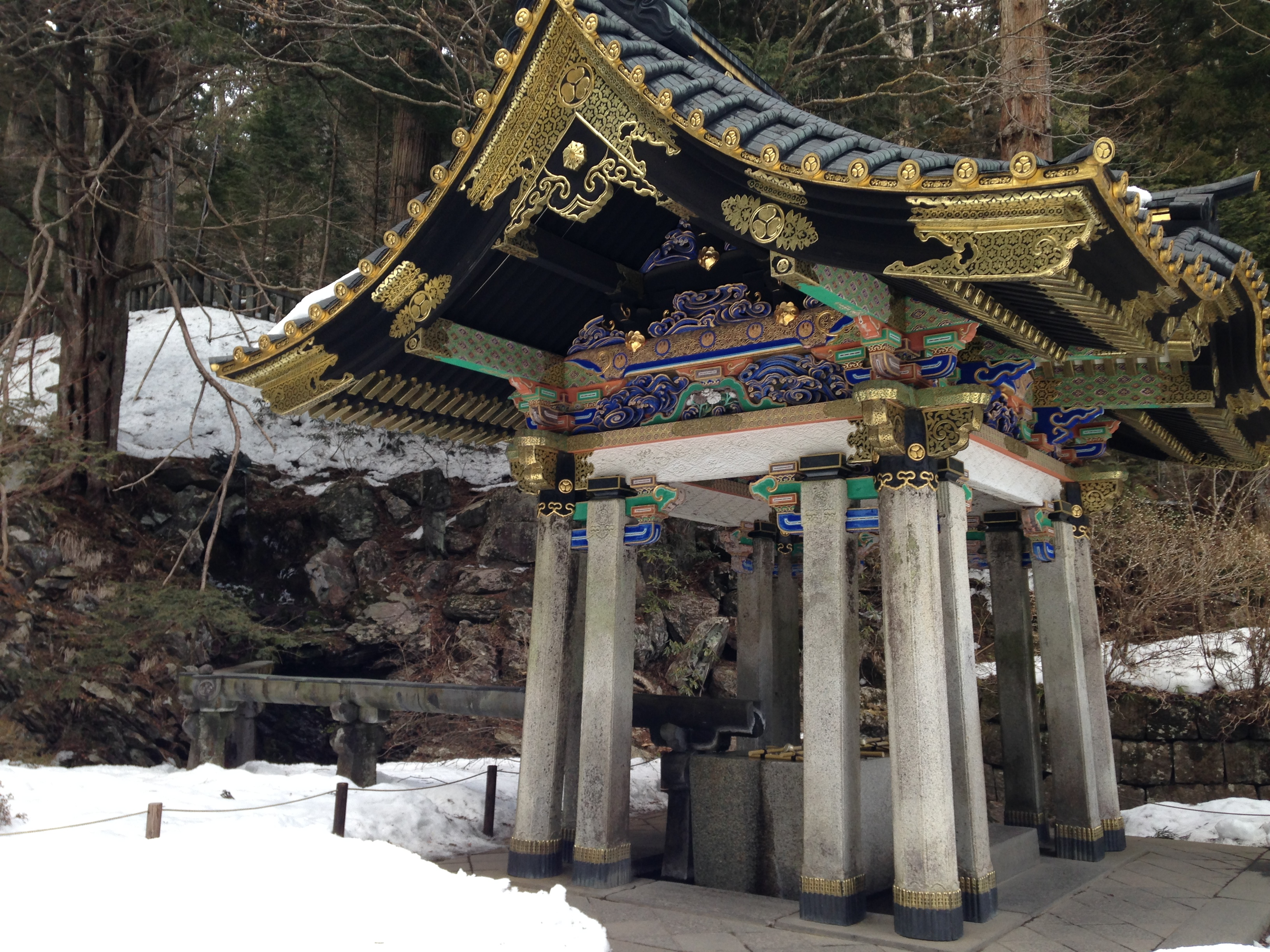
大猷院霊廟水屋
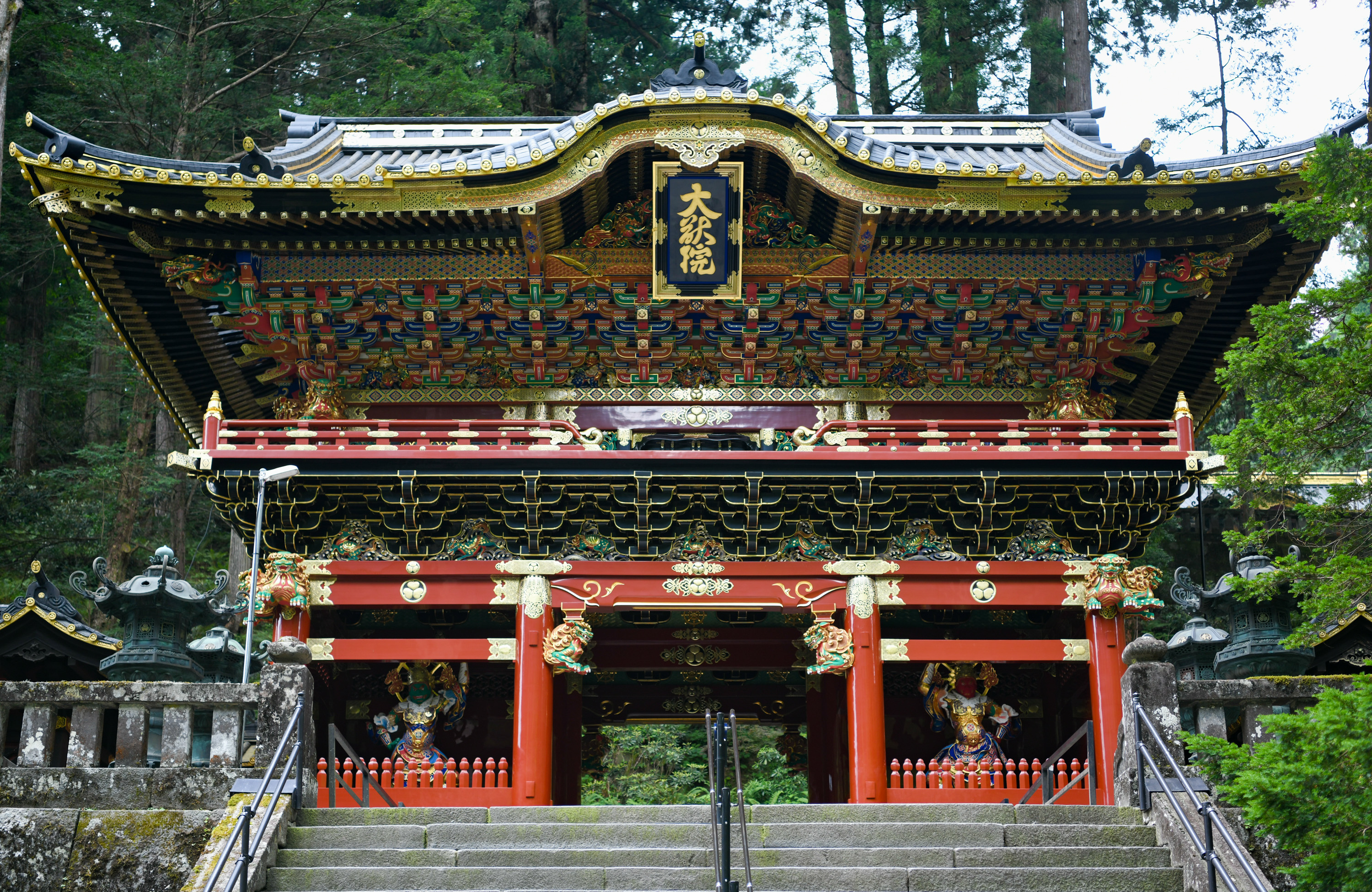
大猷院霊廟二天門
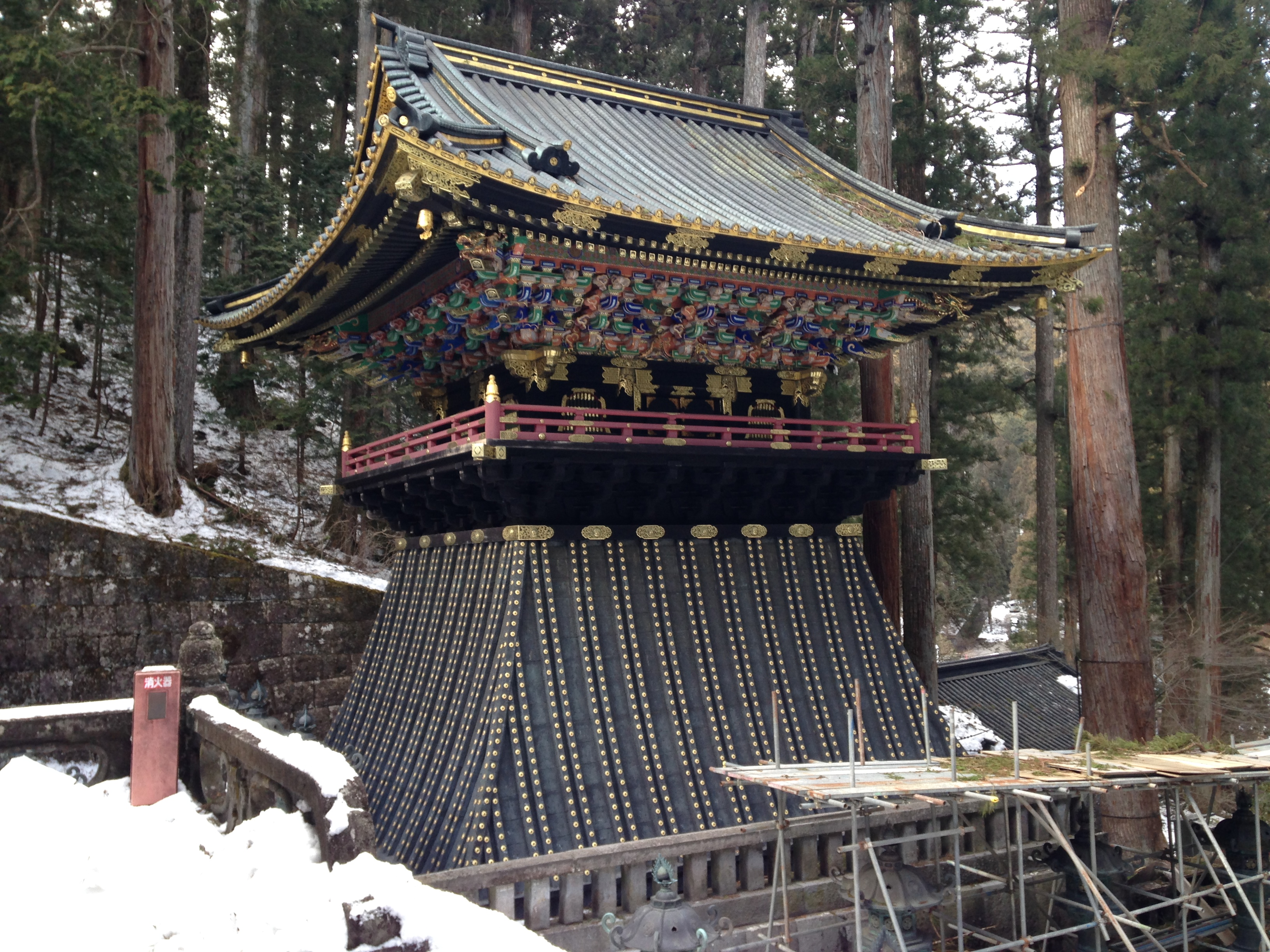
大猷院霊廟鐘楼
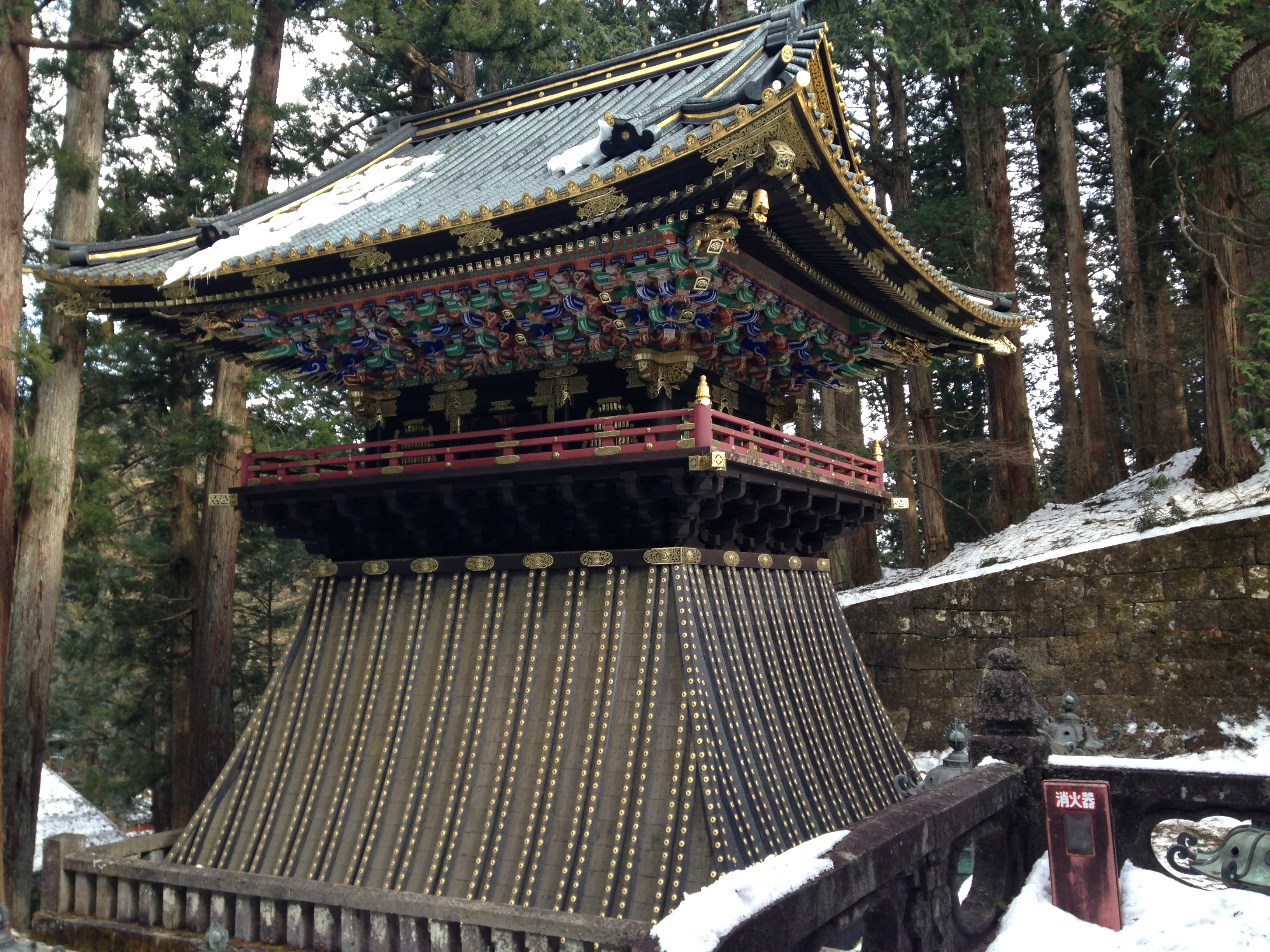
大猷院霊廟鼓楼
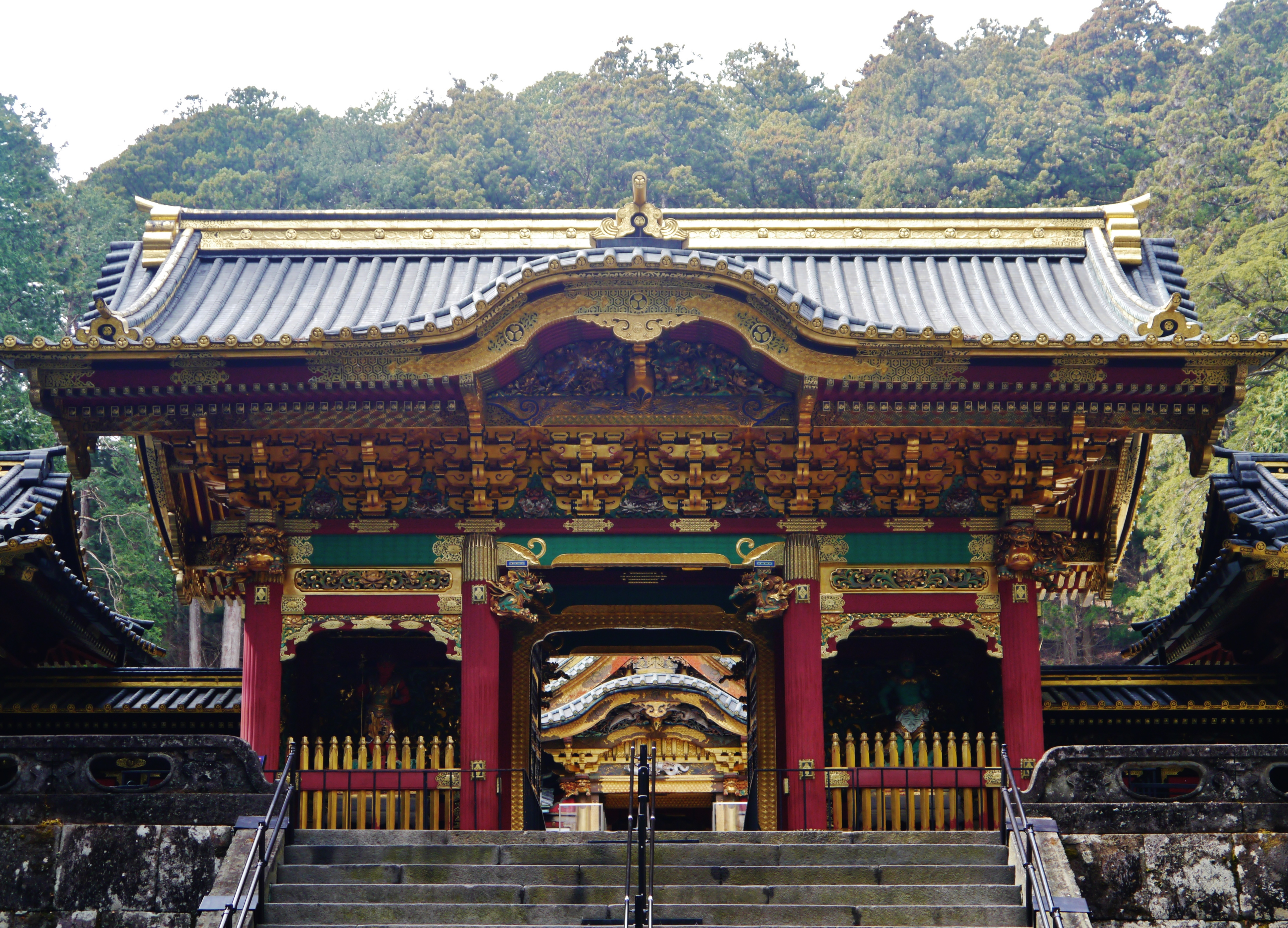
大猷院霊廟夜叉門
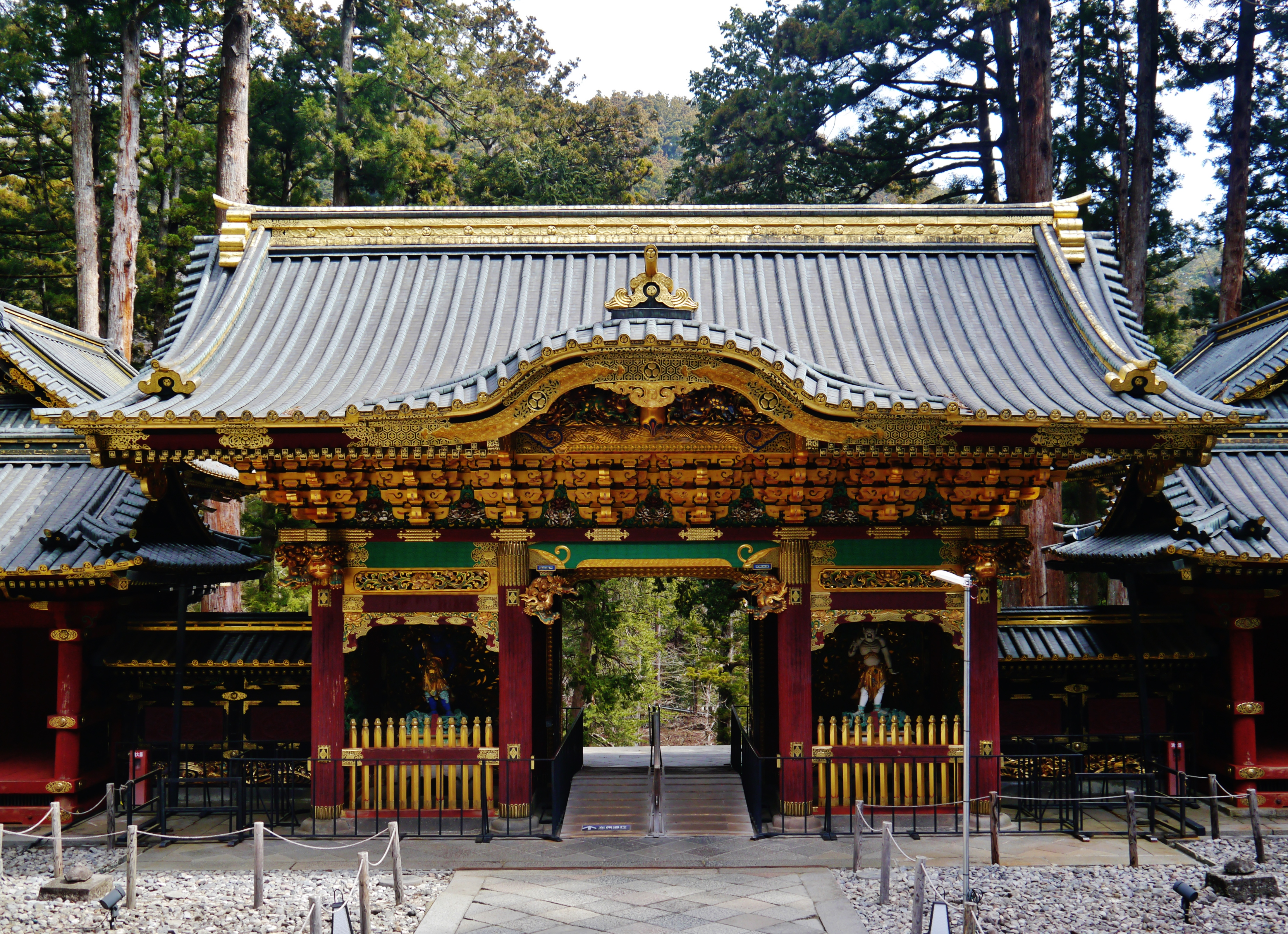
大猷院霊廟夜叉門（背面）
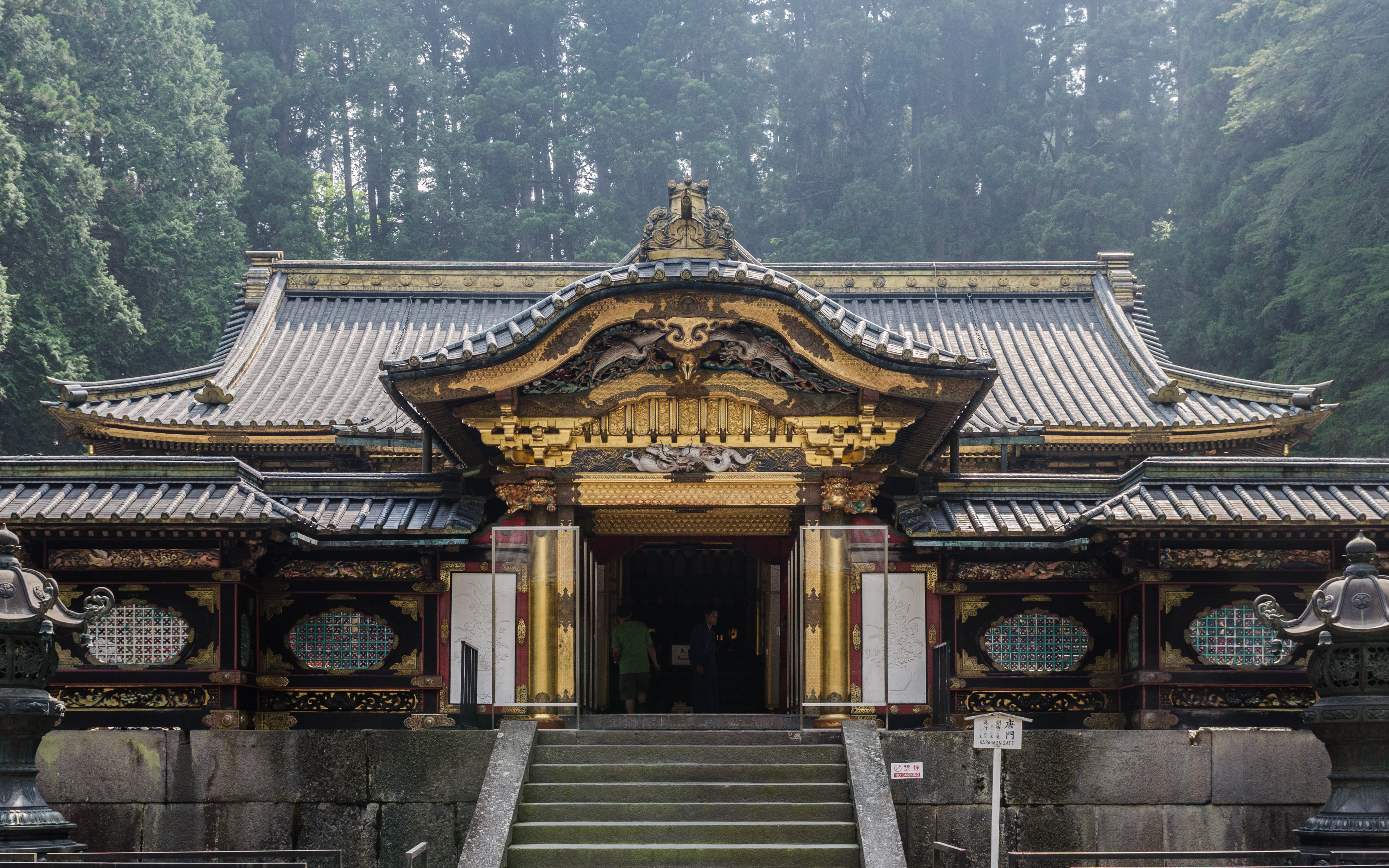
大猷院霊廟唐門
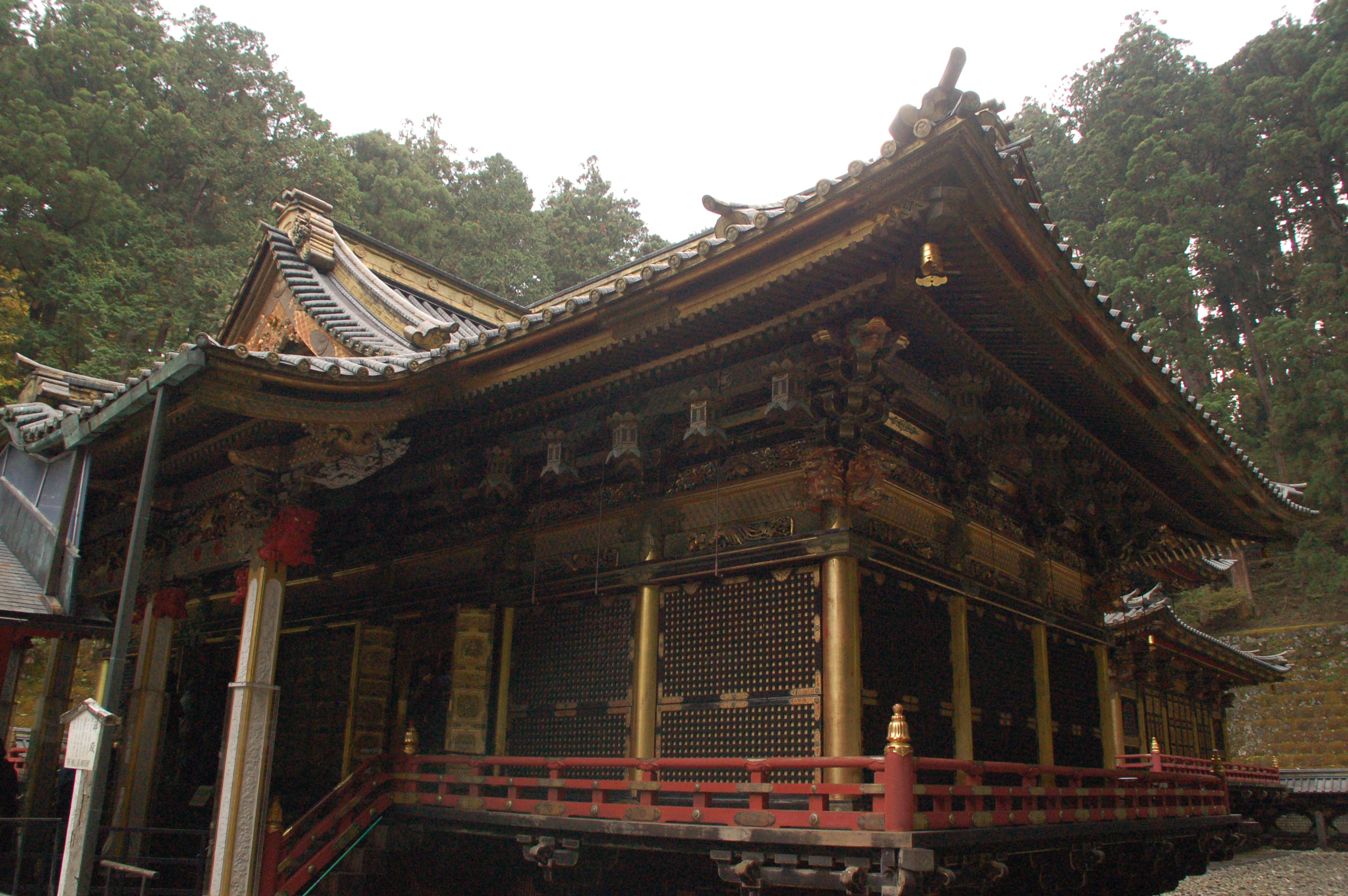
大猷院霊廟拝殿
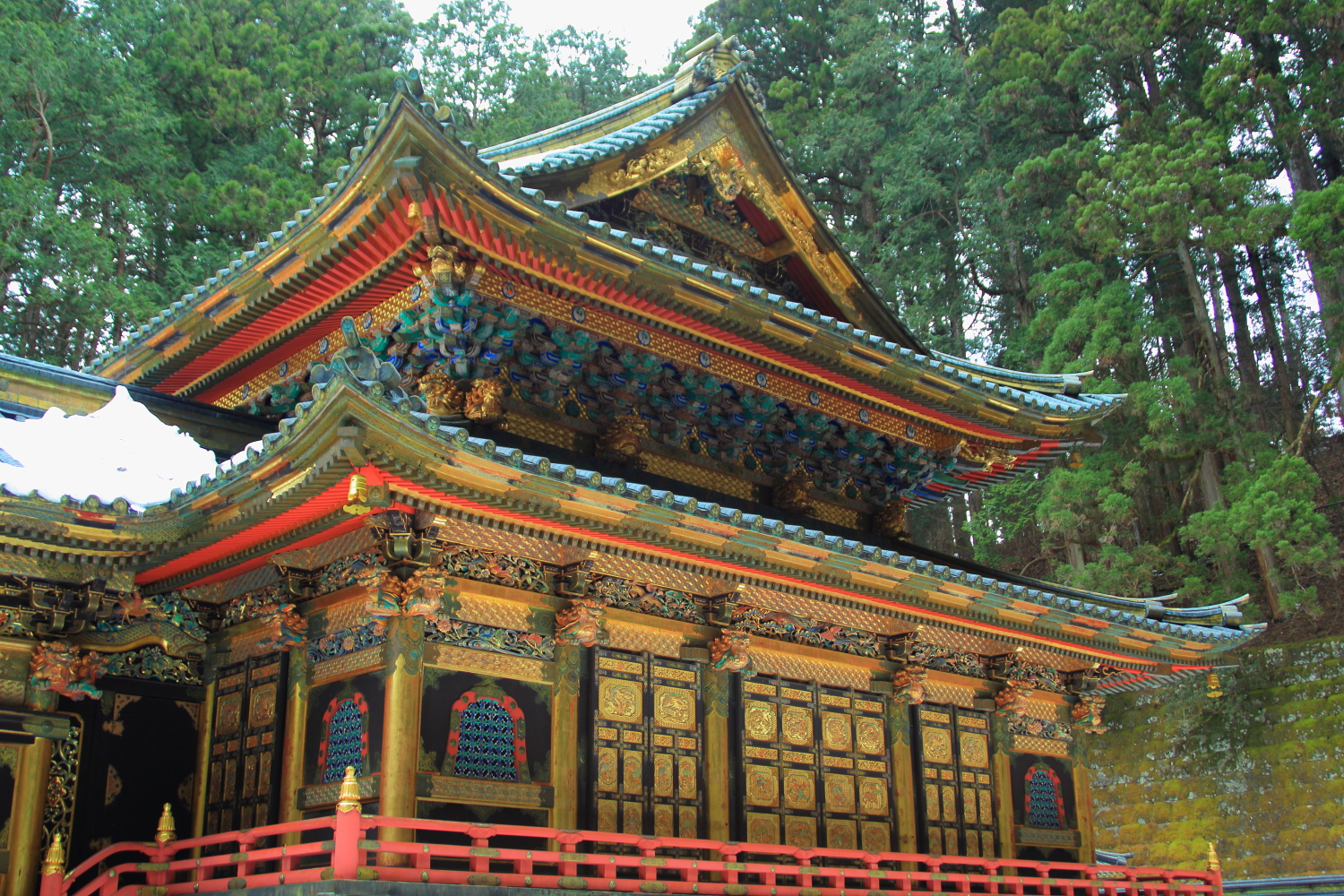
大猷院霊廟本殿
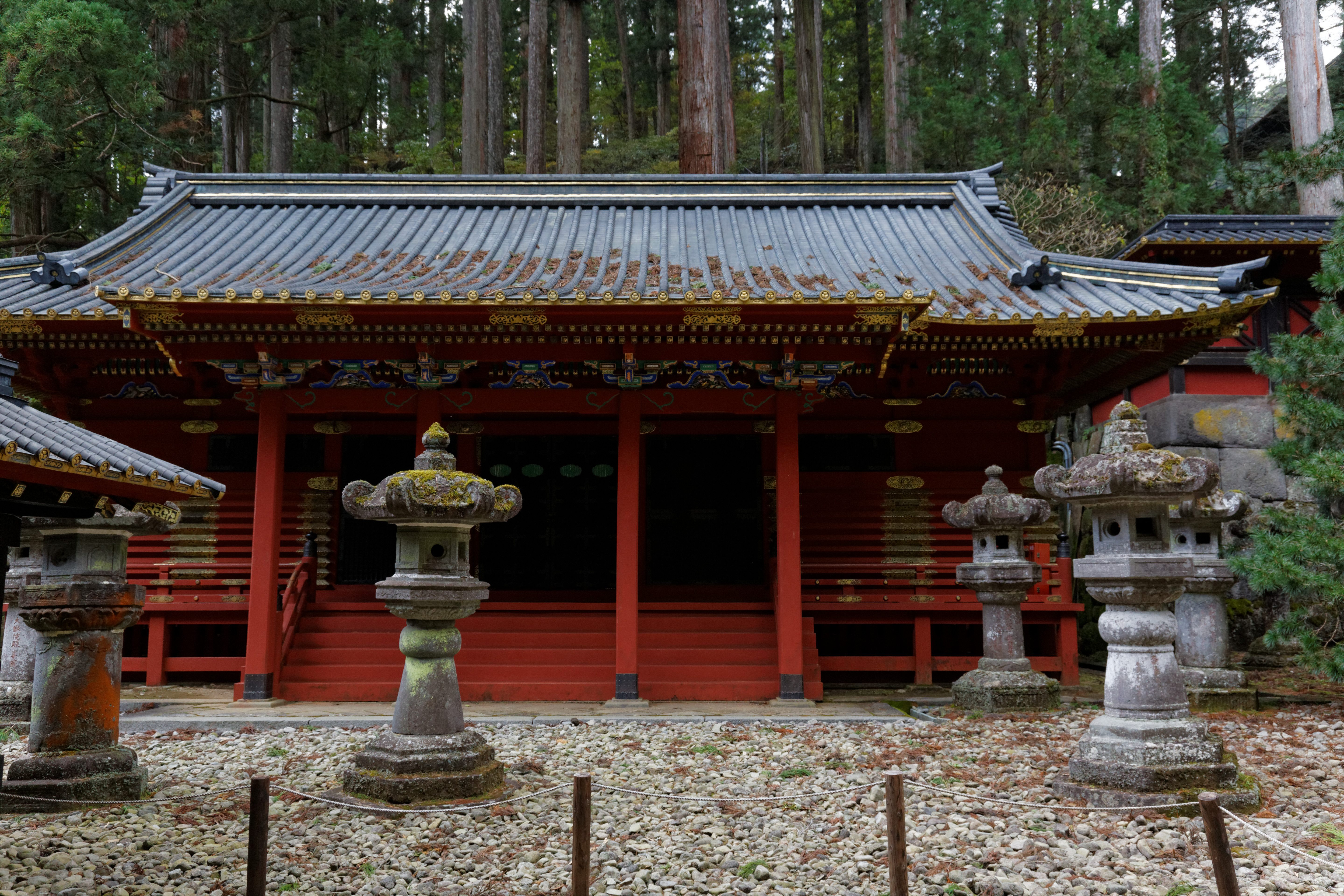
大猷院霊廟宝庫

### 美術工芸品
国宝

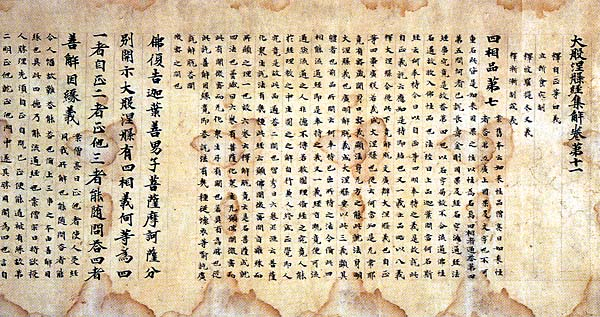
大般涅槃経集解 59巻のうち巻第十一

- 大般涅槃経集解（だいはつねはんきょうしゅうげ）59巻

重要文化財
（絵画）
- 紙本著色東照権現像 8幅（附蒔絵箱入守袋　7箇）
- 板絵著色勝道上人像 2面（文保二年銘、正中二年銘）
- 板絵著色日光三所権現像 6面（うち5面に正和二年、正和五年、正中二年、嘉暦二年、延文二年の銘）（附:絹本著色日光三所権現像 1幅）
- 板絵著色役行者八大童子像 2面（うち1面元徳三年銘）

（彫刻）
- 木造千手観音立像（立木観音堂安置）
- 木造阿弥陀如来及四菩薩坐像（常行堂安置、五智宝冠阿弥陀如来）通称:「クジャクに乗った仏様」2017年修復[6]。
- 木造天海坐像（護摩堂安置） 康音作 寛永17年（1640年）
- 銅造釈迦如来坐像 附:銅造天蓋（大猷院奥院宝塔安置） 康知作 承応2年（1653年）

（工芸品）
- 菊花双雀鏡
- 瑞花孔雀鏡
- 金銅小形密教法具 一具（火舎（かしゃ）1口、花瓶（けびょう）2口、六器6器、飲食器（おんじきき）1口、六器2口）
- 金銅大火舎香炉
- 金銅鰐口 永正二二年（四年）銘
- 行事壇皆具 一括（火舎1口、花瓶2口、六器6口、飲食器1口、金剛盤1面、五鈷鈴1口、五鈷杵1口、三鈷杵1口、独鈷杵1口、灑水器（しゃすいき）1口、塗香器（ずこうき）1口、磬・磬架1具、燈台2基、前机1基、脇机2基、礼盤1基）
- 線刻阿弥陀三尊十二光仏鏡像
- 鋳銅半肉千手観音像
- 鉄多宝塔
- 鉄錫杖
- 錫杖 願主秀海の銘あり
- 銅錫杖頭 正応元年銘
- 銅錫杖頭（雲文飾）
- 銅錫杖頭（鳳首飾）
- 銅磐 建保五年銘
- 斧
- 蒔絵手筥 安貞二年平助永施入
- 住ノ江蒔絵硯筥（伝天海所持）
- 舞楽 所用具 一括（明細は後出）
- 刺繍種子阿弥陀三尊掛幅
- 刺繍不動明王二童子像掛幅
- 太刀 無銘伝行平

（書跡典籍）
- 阿弥陀経（装飾経）
- 金字阿弥陀経
- 紺紙金字法華経 8巻 大治四年書写奥書
- 紺紙金泥阿弥陀経 桜町天皇宸翰
- 紺紙金泥般若心経 足利満兼筆、応永十三年
- 紙本金字一字宝塔法華経不軽品神力品残巻
- 般若心経疏・般若心経疏詒謀鈔 天養二年書写奥書
- 金剛般若集験記 上中下 天仁四年奥書
- 四種相違略私記 巻上 治承二年一見の奥書
- 大日経疏 自巻第一至第廿 20帖 大治二、三年書写奥書
- 定宗論
- 唐梵文字
- 破邪弁正記 上下 2帖
- 法花玄義釈籤 10巻 巻第三に暦応二年施入奥書
- 常行堂声明譜 2帖 応永四年施入奥書
- 法華経化城喩品
- 刊本成唯識論述記 13巻 巻第二に養和二年伝領、元暦二年移点の墨書
- 高麗版一切経 614冊
- 日光山滝尾建立草創日記
- 東照権現祝詞（伝春日局筆）

（考古資料）
- 銅鋺 延元元年銘

栃木県指定文化財（建造物以外）
- 勝道上人首骨納塔
- 鉄造宝篋印塔(納経塔)<中宮祠>
- 木造慈覚大師坐像
- 木造薬師如来坐像
- 木造不動明王坐像
- 木造阿弥陀如来坐像
- 鎮護王院宮御木型
- 明暦元年朝鮮通信使関係資料
- 木造　仮面　附　付属品
- 木造四大明王像
- 釈迦堂殉死の墓及び譜代家臣の墓

## 年中行事

### 強飯式
毎年4月2日に開催される。「強飯頂戴人（ごうはんちょうだいにん）)」が、山伏装束の僧に大盃の酒や山盛りのご飯を食べることを強要される、輪王寺に伝わる独特な儀式である。別名「日光責め」といい、儀式に参加すると「七難即滅・七福即生（全ての難を逃れ、すべての福を受ける）」と言われている。現在、頂戴人には地元政財界の有力者がなることが多い。
強飯式は中世の修験者の儀礼が変容したものとされているが、近世の権力者に対する饗応儀礼である埦飯（おうはん）を演出化して成立したとする指摘もある。日光責めは大和金春座で狂言台本にされるなど、古くから知名度が高かった。近世には責めに素麺が使われたといい、さくら市氏家には日光責めで殺された若者を哀れんだ地蔵が青年僧に変化し、素麺を食い尽くして悪僧を戒めたといわれる「素麺地蔵」がある。

## 拝観
- 4月 - 10月 8時 - 17時、11月 - 3月 8時 - 17時
- 拝観料：三仏堂400円、大猷院550円、宝物殿・逍遥園300円

## メディア
- 年末年始には関東地方のテレビ局でCMが多く放映されている。CMソングにはオリジナル曲の「福来い囃子」（作詞：日光山 輪王寺、作曲：淡海悟郎、歌：高橋哲也・阿瀬見知恵子）が使用されている[12]。
- 大河ドラマ『どうする家康』の放映を記念して、2023年3月から2024年3月の予定で秘宝「徳川家康公座像」が初公開される[13]。